# Sołeczno
Sołeczno – wieś w Polsce położona w województwie wielkopolskim, w powiecie wrzesińskim, w gminie Września.
W latach 1975–1998 miejscowość administracyjnie należała do województwa poznańskiego
W pobliżu miejscowości znajduje się Miejsce Obsługi Podróżnych (MOP Sołeczno) dla jadących Autostradą A2 w kierunku Poznania.